# ProStory
proStory je dokumentární cyklus České televize z roku 2011 o současné české architektuře.

## Obsah
Každý z šestnácti autorských dokumentů cyklu je portrétem jednoho českého architekta či architektonického studia, respektive jedné či více jeho realizací. Jeden z dílů pojednává například o nové budově Národní technické knihovny studia Projektil, další zas o Mariánském mostu v Ústí nad Labem od Romana Kouckého.
Snahou tvůrců bylo představit výjimečné české stavby posledních let (1993–2011), včetně jejich sociálních dopadů a kontroverzí. Kromě toho, že se jedná o oceňované i nevzácně kontroverzní stavby, jde navíc o různorodé spektrum architektonických podob a funkcí – od mostu či rozhledny přes kostel, banku, knihovnu, galerii, bazén, tiskárnu až po klub, vilu, rodinný dům či stodolu a další.

## Produkce
Vedoucím projektu autorských dokumentů od známých i začínajících českých režisérů byla režisérka Lucie Králová. Hlavním dramaturgem byl Jan Gogola ml. a odbornými poradci Osamu Okamura, Rostislav Koryčánek a Adam Gebrian. Celý cyklus se připravoval čtyři roky.
Na tvorbě jednotlivých dílů pracovali přední čeští dokumentární režiséři jako Jan Gogola ml., Vít Janeček, Vít Klusák, Lucie Králová, Filip Remunda, Radim Procházka, Martin Řezníček či Karel Žalud i představitelé nově nastupující tvůrčí generace: Lukáš Kokeš, Viera Čakányová, Bohdan Bláhovec, Adam Olha či Kamila Zlatušková.

## Seznam dílů
První díl byl Českou televizí premiérově odvysílán 10. září 2011 a dalších 15 dílů následovalo do konce roku. Poslední díl měl premiéru 27. prosince 2011.
| Pořadí | Název                    | Datum premiéry     | Scénář a režie                | Architekt / Ateliér | Archiv ČT |
| ------ | ------------------------ | ------------------ | ----------------------------- | ------------------- | --------- |
| 1      | Život v konceptu         | 10. září 2011      | Lucie Králová                 | HŠH                 | odkaz     |
| 2      | Baráky jsou vážná věc    | 17. září 2011      | Radim Procházka               | Alena Šrámková      | odkaz     |
| 3      | Monitor venkova          | 24. září 2011      | Adam Olha                     | Svatopluk Sládeček  | odkaz     |
| 4      | baZEN                    | 1. října 2011      | Lukáš Kokeš                   | DRNH                | odkaz     |
| 5      | Postavy domů             | 8. října 2011      | Jan Gogola mladší             | Ivan Kroupa         | odkaz     |
| 6      | Přidaná paměť domu       | 15. října 2011     | Bohdan Bláhovec               | Ladislav Lábus      | odkaz     |
| 7      | Sedlácká metoda          | 22. října 2011     | Viera Čakányová               | Stanislav Fiala     | odkaz     |
| 8      | Most nad Ústím nad Labem | 29. října 2011     | Karel Žalud                   | Roman Koucký        | odkaz     |
| 9      | Hrad pro všechny         | 5. listopadu 2011  | Vít Klusák                    | A69                 | odkaz     |
| 10     | Huť architektury         | 12. listopadu 2011 | Lucie Králová                 | Martin Rajniš       | odkaz     |
| 11     | V duchu betonu           | 19. listopadu 2011 | Filip Remunda                 | Zdeněk Fránek       | odkaz     |
| 12     | Otevřený vesmír banky    | 26. listopadu 2011 | Vít Klusák                    | Josef Pleskot       | odkaz     |
| 13     | Ekologika                | 3. prosince 2011   | Kamila Zlatušková             | Petr Suske          | odkaz     |
| 14     | Přikryl odkryl           | 10. prosince 2011  | Martin Řezníček               | Emil Přikryl        | odkaz     |
| 15     | Otevřený dům             | 17. prosince 2011  | Vít Janeček                   | Projektil           | odkaz     |
| 16     | Načerno veřejně          | 27. prosince 2011  | Lucie Králová Tereza Reichová | různí               | odkaz     |